# Шарлаї
Шарлаї́ — село в Україні, у Решетилівській міській громаді Полтавського району Полтавської області. Населення становить 1 осіб. До 2020 орган місцевого самоврядування — Новомихайлівська сільська рада.

## Географія
Село Шарлаї знаходиться на правому березі річки Говтва, вище за течією на відстані 2,5 км розташоване село Молодиківщина, нижче за течією на відстані 2 км розташоване село Потеряйки-Горові, на протилежному березі — село Потеряйки.

## Історія
12 червня 2020 року, відповідно до розпорядження Кабінету Міністрів України № 721-р «Про визначення адміністративних центрів та затвердження територій територіальних громад Полтавської області», село увійшло до складу Решетилівської міської громади.
19 липня 2020 року, в результаті адміністративно — територіальної реформи та ліквідації Решетилівського району, село увійшло до складу новоутвореного Полтавського району Полтавської області.